# (7913) Parfenov
(7913) Parfenov (1978 TU8) – planetoida z pasa głównego asteroid okrążająca Słońce w ciągu 4,92 lat w średniej odległości 2,89 j.a. Odkryta 9 października 1978 roku.